# المحارب العربي (فلم 2018)
المحارب العربي هو فيلم دراما رياضي سعودي من بطولة أمير المصري وأيمن السمان وباتريك فابيان، ومن إخراج وتأليف أيمن خوجة. يتناول الفيلم قصة الشاب السعودي أنمار؛ فبعد دراسته للهندسة المعمارية وبراعته في كرة القدم، يتمزق هذا الشاب بين تقاليد والده والحرية التي يعيشها في الولايات المتحدة. صدر الفيلم بتاريخ 15 مارس 2018 في الإمارات والبحرين والعراق والأردن والكويت وعمان، وبتاريخ 17 أبريل 2018 في مصر.

## ملخص القصة
يحلم عمار بأن يصبح لاعب كرة قدم رائعاً، وقد أتيحت له أخيراً فرصة للانضمام إلى فريق أثناء دراسة الهندسة المعمارية في الولايات المتحدة. ولكن لتحقيق حلمه، يجب على أنمار أولاً إقناع والده الذي يهدد بإعادته إلى وطنه. وفي نفس الوقت يواجه العديد من التحديات في الولايات المتحدة لكونه عربياً.

## طاقم التمثيل
| - باتريك فابيان بدور المدرب روبرت - أمير المصري بدور أنمار الماضي - كونور ديل ريو بدور بين - جولي ماير بدور معالج فيزيائي - إيان ويلوغبي بدور كارلتون "لاعب كرة قدم" | - أيمن السمان بدور خالد الماضي - مايك باش بدور الطبيب - مايكل زاخار بدور حارس مرمى - إيناس ميلانز بدور أنا - البرتو باروس جونيور بدور سواريز | - دوري روزنتال بدور الأستاذة تايلور - لي بتروبولوس بدور باتريك - هلبرت هرنانديز بدور الطبيب فرنانديز - أمير كريستوفر الشافعي بدور لاعب كرة القدم - لوريل جين كولمان بدور مشجعة كرة قدم | - هوب براون بدور المدرب بيكو - غابرييل م. راميريز بدور ريزو - براين جوردان بدور باركر - جيف ماكهيو بدور الينسوورث - سيباستيان نونيز بدور لاعب كرة قدم |